# FN:s säkerhetsråds resolution 1970
FN:s säkerhetsråds resolution 1970 antogs enhetligt av FN:s säkerhetsråd 26 februari 2011. Resolutionen fördömer bruket av dödligt våld av alla i Libyen ( inkl.Muammar al-Gaddafis regim) mot protesterande civilpersoner under upproret i Libyen 2011. Resolutionen auktoriserar också internationella sanktioner. För första gången i historien beslutade ett enigt säkerhetsråd att hänskjuta ett land (Libyen) till den Internationella brottmålsdomstolen (ICC).

## Bakgrund
Vid fredliga protester i Libyen mot ledaren Muammar al-Gaddafis regim bombade Muammar al-Gaddafi militära styrkor civila protestanter i huvudstaden Tripoli. Gärningen fördömdes av flera länder och internationella organisationer som krävde att FN skulle agera, bland dessa Arabförbundet

## Antagande
Resolution 1970 föreslogs av Frankrike, Tyskland, Storbritannien och USA. Den godkändes efter att ha diskuterats under en dag. Libyens ambassadör till FN hoppade av från Gaddafis regim och vädjade till säkerhetsrådet att agera på situationen i Libyen. Han övertygade Kina, Indien och Ryssland att också hänskjuta Libyen till ICC; de hade tidigare uttryckt oro över att en sådan handling kunde inflammera situationen. Ryssland såg till att resolutionen formulerades så att den inte kunde tolkas som ett godkännande för intervention i Libyen. Libyska representanter föreslog också en flygförbudszon, ett förslag som inte antogs men som senare godkändes i FN:s säkerhetsråds resolution 1973.

## Resolutionen

### Observationer
I resolutionens inledning uttrycker säkerhetsrådet "allvarliga farhågor" om läget i Libyen och fördömer bruket av våld mot civilpersoner. Den fördömer också förtrycket och brotten mot mänskliga rättigheter, samt försök av den libyska regeringen att framkalla våld. Fördömande uttalanden av Arabförbundet, Afrikanska unionen, Organisation of the Islamic Conference och FN:s råd för mänskliga rättigheter välkomnades av säkerhetsrådet. Attacker på demonstranter ansågs vara brott mot mänskligheten.
Säkerhetsrådet uttryckte farhågor om flyktingsituationen, brist på sjukvårdsmaterial och tillståndet för utländska medborgare. Säkerhetsrådet påminde Libyens regering om dess ansvar att skydda sitt folk, respektera mötesfriheten, yttrandefriheten och pressfriheten. Regeringen påmindes också om att de som attackerar civilbefolkningen måste hållas ansvariga.

### Handlingar
Handlingarna i resolutionen grundar sig på artikel 41 i kapitel 7 i FN-stadgan.
Säkerhetsrådet krävde ett omedelbart slut på våldet i Libyen och att regeringen ska adressera "befolkningens legitima krav". Rådet uppmanade myndigheterna att respektera internationella humanitära lagar och människorättslagar, samt att agera måttligt, garantera utlänningars säkerhet och sjukvårdsmaterial och att häva restriktioner mot media.
Resolutionen hänskjuter läget i Libyen till åklagaren vid ICC som ska återkoppla till säkerhetsrådet inom två månader efter antagandet av resolution 1970 och varje sex månader därefter gällande handlingar utförda. Det beslutades att libyska officiella personer måste samarbeta fullt med domstolen.
Ett förbud mot import och export av vapen antogs i samma resolution. Grannländer uppmuntrades att inspektera misstänkt last för vapen och att beslagta detta om funnet och att samtidigt förhindra legosoldaters medverkan mot upproret. Resolutionen påkallar också ett reseförbud och beslagtagande (frysande) av tillgångar för personer i och nära den libyska regeringen; alla sådana tillgångar ska tillfalla landets befolkning.